# Frontière entre l'Autriche et la Tchécoslovaquie
La frontière entre l'Autriche et la Tchécoslovaquie est la frontière qui séparait ces deux pays.
Elle a été créée lors de la fondation de la Tchécoslovaquie, en 1918.
Auparavant, les pays de la couronne de Bohême, correspondant à l'actuelle Tchéquie, dépendaient de la partie autrichienne de l'Autriche-Hongrie, tandis que le territoire de l'actuelle Slovaquie appartenait à la partie hongroise de la double monarchie.
Lors la dissolution de la Tchécoslovaquie, le 1er janvier 1993, la frontière austro-tchécoslovaque a été divisée en deux sections : d'une part, la frontière entre l'Autriche et la Tchéquie, et d'autre part, la frontière entre l'Autriche et la Slovaquie.